# 普拉兰 (奥布省)
普拉兰（法語：Praslin，法語發音：[pʁalɛ̃]）是法国奥布省的一个市镇，属于特鲁瓦区。

## 地理
普拉兰（48°2'47"N, 4°11'57"E）面积11.98 平方千米，位于法国大東部大區奥布省，该省份为法国中北部省份，北起马恩省，西接塞纳-马恩省，西南至约讷省，东南至科多尔省，东临上马恩省。
与普拉兰接壤的市镇（或旧市镇、城区）包括：阿雷勒、沙乌斯、朗塔日、帕尔格、维利耶苏普拉兰。

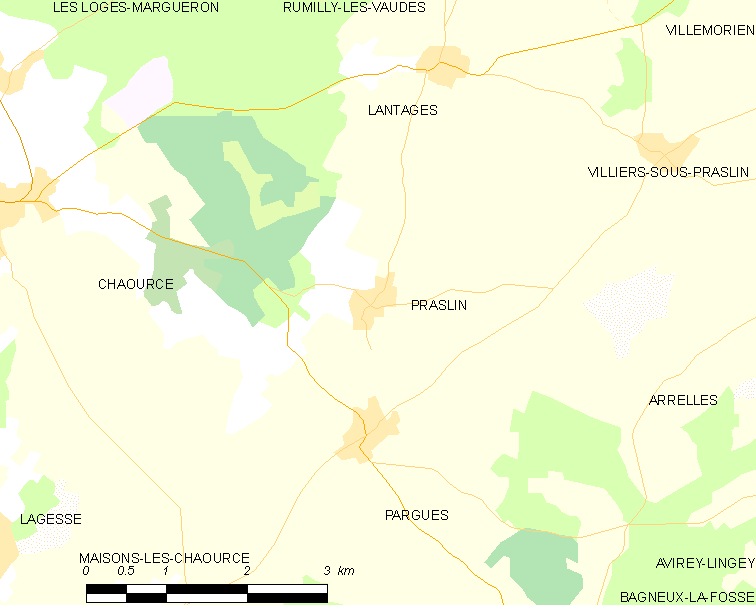
的OSM定位图

普拉兰的时区为UTC+01:00、UTC+02:00（夏令时）。

## 行政
普拉兰的邮政编码为10210，INSEE市镇编码为10302。

## 政治
普拉兰所属的省级选区为莱里塞县。

## 人口

1962-2008年间人口变化图示

普拉兰于2022年1月1日时的人口数量为91人。